# Kreis Galați

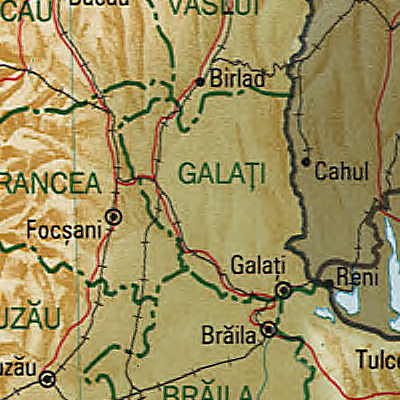
Karte des Kreises Galați

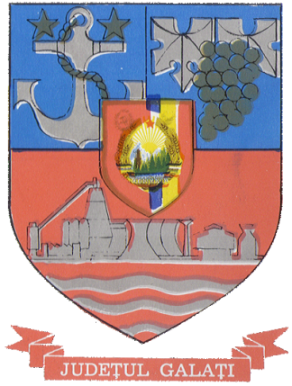
Wappen des Kreises Galați, zur Zeit des Realsozialismus

Galați [gaˈlatsʲ] (Ausspracheⓘ) ist ein rumänischer Kreis (Județ) in der Region Westmoldau mit der Kreishauptstadt Galați. Seine gängige Abkürzung und das Kfz-Kennzeichen sind GL.
Der Kreis Galați grenzt im Norden an den Kreis Vaslui, im Osten an die Republik Moldau, im Süden an die Kreise Brăila und Tulcea, im Westen sowie Nordwesten an den Kreis Vrancea.

## Demographie
2011 hatte der Kreis Galați 536.167 Einwohner, somit eine Bevölkerungsdichte von 120 Einwohnern pro km².

## Geographie
Der Kreis hat eine Gesamtfläche von 4466 km²; dies entspricht 1,87 % der Fläche Rumäniens. Im Osten Rumäniens gelegen, befindet sich der Kreis im Süden der historischen Region des Fürstentums Moldau (Principatul Moldovei) östlich der Ostkarpaten. Ab dem Gebiet des Dorfes Vădeni im Norden bis nach Galați im Süden des Kreises grenzt der Fluss Pruth (Prut) den Osten des Kreises ab. Im Süden wird der Kreis von den Flüssen Donau und Sereth (Siret) begrenzt. Die Landschaft des Kreises fällt vom Norden (350 m) in südliche Richtung (5–10 m ü. M.) ab.

## Städte und Gemeinden
Der Kreis Galați besteht aus offiziell 184 Ortschaften. Davon haben vier den Status einer Stadt, 61 den einer Gemeinde und die übrigen sind administrativ den Städten und Gemeinden zugeordnet.

### Größte Orte
| Stadt/Gemeinde            | Einwohner |
| ------------------------- | --------- |
| Galați (dt. Galatz)       | 217.851   |
| Tecuci                    | 032.801   |
| Matca                     | 011.535   |
| Pechea                    | 010.197   |
| Ivești                    | 009.584   |
| Brăhășești                | 009.091   |
| Liești                    | 008.505   |
| Munteni                   | 007.067   |
| Corod                     | 007.030   |
| Cudalbi                   | 006.614   |
| Tulucești                 | 006.407   |
| Ghidigeni                 | 006.212   |
| Târgu Bujor               | 005.946   |
| Umbrărești                | 005.932   |
|                           |           |
| Berești                   | 002.473   |
| (Stand: 1. Dezember 2021) |           |